# 9500 Camelot
9500 Camelot este o planetă minoră (asteroid) din centura de asteroizi. A fost descoperită pe 29 septembrie 1973 la Observatorul Palomar de Cornelis Johannes van Houten și a fost numită după Camelot⁠(d). 
Obiectul prezintă o orbită caracterizată de o semiaxă mare de 2,5946488 UAi, o excentricitate de 0,16, o înclinație de 12,74088 ° în raport cu ecliptica.